# Archaeocercus schuvachinae
Archaeocercus schuvachinae — викопний вид дрібних перетинчастокрилих комах родини Encyrtidae, що існував у пізньому еоцені. Описаний у 2018 році з решток самиці, що знайдені у рівненському бурштині з Клесівського кар'єру.

## Спосіб життя
Archaeocercus schuvachinae, як і сучасні представники родини Encyrtidae, був паразитоїдом якогось з видів членистоногих.